# Josh Giddey
Joshua Giddey (* 10. Oktober 2002 in Melbourne, Victoria) ist ein australischer Basketballspieler. Er spielt seit 2024 bei den Chicago Bulls in der National Basketball Association (NBA). Giddey ist 2,03 Meter groß und wird meist als Point Guard eingesetzt.

## Werdegang
Giddeys Vater Warrick war ebenfalls Basketballspieler, er bestritt 449 Partien in der NBL. Josh Giddey wuchs in seiner Geburtsstadt Melbourne auf und spielte für die Melbourne Tigers, er wurde als Jugendlicher von seinem Vater als Trainer gefördert.
Im Rahmen eines Programms, das jungen Spieler, die die Aussicht besitzen, im Draftverfahren der nordamerikanischen Liga NBA ausgewählt zu werden, Förder- und Spielmöglichkeiten in Australien verschafft, kam Giddey 2020 zu den Adelaide 36ers und entschied sich gegen einen Wechsel zur NBL-Mannschaft seiner Heimatstadt, Melbourne United. Giddey wurde der erste Australier, der das NBL-Förderprogramm nutzte, nachdem vor ihm US-Amerikaner wie LaMelo Ball und R. J. Hampton diese Möglichkeit wahrgenommen hatten. Giddey, den insbesondere sein Spielverständnis, sein Passspiel sowie eine gute Ballbehandlung auszeichnen, wurde in Adelaide prompt Leistungsträger in der NBL.
Ende Juli 2021 wurde Giddey an sechster Stelle von der Mannschaft Oklahoma City Thunder ausgewählt. Nie zuvor war ein Spieler, der unmittelbar zuvor in der NBL unter Vertrag stand, bei einem NBA-Draftverfahren an einem noch vorderem Platz als Giddey ausgesucht worden. Nach Luc Longley, Ben Simmons, Dante Exum, Thon Maker und Andrew Bogut in vorherigen Jahren wurde er der sechste Australier, der bei dem Verfahren unter den ersten zehn Spielern ausgewählt wurde. Bei der Wahl zur Rookie-Auswahl der Saison wurde er ins zweite Team gewählt.
Im Juni 2024 gab Oklahoma City den Australier an den NBA-Konkurrenten Chicago Bulls ab und erhielt im Gegenzug Alex Caruso. Am 22. März 2025 erzielte Giddey beim 146:115-Sieg bei den Los Angeles Lakers 15 Punkte, 10 Rebounds, 17 Assists und acht Steals in 33 Minuten Spielzeit und verpasste knapp ein Quadruple-Double.

### Nationalmannschaft
Im Februar 2020 bestritt Giddey sein erstes A-Länderspiel für Australien. Bei der Weltmeisterschaft 2023 war er mit einem Wert von 19,4 Punkten je Begegnung Australiens bester Korbschütze und wurde als bester Nachwuchsspieler (Rising star) ausgezeichnet.

## Karriere-Statistiken

### NBA

#### Hauptrunde
| Saison  | Team          | GP  | GS  | MPG  | FG % | 3P % | FT % | RPG | APG | SPG | BPG | PPG  |
| ------- | ------------- | --- | --- | ---- | ---- | ---- | ---- | --- | --- | --- | --- | ---- |
| 2021–22 | Oklahoma City | 54  | 54  | 31.5 | .419 | .263 | .709 | 7.8 | 6.4 | 0.9 | 0.4 | 12.5 |
| 2022–23 | Oklahoma City | 76  | 76  | 31.1 | .482 | .325 | .731 | 7.9 | 6.2 | 0.8 | 0.4 | 16.6 |
| 2023–24 | Oklahoma City | 80  | 80  | 25.1 | .475 | .337 | .806 | 6.4 | 4.8 | 0.6 | 0.6 | 12.3 |
| Gesamt  | Gesamt        | 210 | 210 | 28.9 | .464 | .310 | .753 | 7.3 | 5.7 | 0.8 | 0.5 | 13.9 |

#### Play-offs
| Saison  | Team          | GP | GS | MPG  | FG % | 3P % | FT % | RPG | APG | SPG | BPG | PPG |
| ------- | ------------- | -- | -- | ---- | ---- | ---- | ---- | --- | --- | --- | --- | --- |
| 2023–24 | Oklahoma City | 10 | 8  | 18.1 | .453 | .353 | .875 | 3.6 | 2.1 | 0.2 | 0.4 | 8.7 |
| Gesamt  | Gesamt        | 10 | 8  | 18.1 | .453 | .353 | .875 | 3.6 | 2.1 | 0.2 | 0.4 | 8.7 |

## Persönliches Leben
Im November 2023 wurde Giddey mit dem Vorwurf konfrontiert, eine Beziehung zu einer minderjährigen Person zu führen. Am 24. November 2023 leitete die NBA eine Untersuchung zu diesem Vorfall ein. Giddey äußerte sich zu dem Vorwurf nicht.